# نيو جابان برو ريسلينغ
شركة نيو جابان برو ريسلنيغ شركة. ذ.م.م (باليابانية 日本 プ ロ レ ス リ ン グ 株式会社
و تعرب الي شين نيهون بورو ريسورينجو كابوشيكي -كايشا) تعمل أيضا تحت اسم اتحاد نيو جابان برو ريسلنغ ويختصر الي (ان جي بي دبليو)و يعني بالعربية اتحاد اليابان الجديد لمصارعة المحترفين ويعرف أيضا باليابانية باسم (新 日本 プ ロ レ ス الذي يعرب الي شين نيهون بوروريسورينجو)

## التعريف بالاتحاد
```
ان جي بي دبليو هو اتحاد مصارعة محترفين ياباني في ناكانو، طوكيو. تأسس في يناير عام 1972 من قبل أنطونيو اينوكي وبيعت الترويجية إلى شركة يوكيز المشهورة في مجال تصميم العاب المصارعة وباعتها شركة يوكيز لاحقا إلى شركة بورشيرود في عام 2012.و شركة اميوز انكابري وهيئة بث اساهي، والاخيرتين تملك حصص الأقلية في إدارة الشركة. وشغل ناوكي سوجاباياشي منصب رئيس الاتحاد منذ سبتمبر 2013، في حين عمل هارولد ميج رئيسًا للاتحاد منذ مايو 2018. وأصبح ناوكي سوجاباياشي منصب مالك الاتحاد
```

وبفضل برنامجها التلفزيوني الذي تم بثه على قناة «أساهي» منذ السابعينات أصبحت الـ "NJPW" أكبر اتحاد للمصارعة المحترفة في اليابان وفي العالم. كانت تابعة لاتحاد التحالف الوطني للمصارعة (NWA) في مراحل مختلفة من تاريخها. وقد عقدت NJPW اتفاقيات مع مختلف اتحادات الـ MMA والمصارعة المحترفين في جميع أنحاء العالم، بما في ذلك WWE ، و World Championship Wrestling ، و American Wrestling Association ، و World Champions Championship Wrestling ، و TNA ، و WAR ، و UWFi ، و Ring of Honor ، و Pride Fighting Championships ، و Jersey All Pro Wrestling .
```
أكبر حدث لـ NJPW هو عرض قبة طوكيو في شهر يناير، والذي يقام كل عام منذ عام 1992 ويتم تسميته حاليًا تحت شعار مملكة المصارعة ريسيل كينجدوم.
```

## تاريخ الاتحاد
تم تأسيس هذا الاتحاد من قبل أنطونيو إنوكي في عام 1972 بعد رحيله عن اتحاد جابان برو ريسلنغ اليانز «تحالف اليابان لمصارعة المحترفين».
أول عرض في تاريخ اتحاد NJPW اقيم في 6 مارس 1972، في طوكيو.
عمل إينوكي كرئيس للاتحاد منذ 1972 حتى عام 1989، عندما تنحى لمتابعة حياته المهنية في مجال السياسية كعضو في مجلس المستشارين الياباني «مجلس الشعب الياباني». كان الاتحاد في ذلك الوقت عضوا في التحالف الوطني للمصارعة (NWA) من 1975 إلى 1985 ومرة أخرى من 1992 إلى 1993. تم إعادة NJPW لفترة وجيزة للعمل مع NWA في أواخر 2000 حتى بداية 2010 .
في الماضي عملت NJPW مع اتحاد توتال نون ستوب اكشن (TNA)و بطولة العالم للمصارعة (WCW)و الاتحاد الترفيهي للمصارعة (WWE) واتحاد لوتشا ليبري تربل ايه (AAA) وجلوبال فورس ريسلنغ (GFW)
```
وبطولة المصارعة اكستريم الألماني (wXw)، من بين آخرين. لدى الشركة حاليا اتفاقيات عمل مع ثلاث اتحادات مصارعة وهي كونسيخو مونديال دي لوتشا ليبري (CMLL) في المكسيك، وحلبة الشرف (ROH) في الولايات المتحدة، وريفلوشن برو ريسلنغ (RPW) في إنجلترا. وفي بعض الأحيان، اتستضافت الـ NJPW أيضًا عروض ترويجية مشتركة مع اتحادات يابانية أخرى، مثل اتحاد كل اليابان لمصارعة المحترفين (AJPW) و Pro Wrestling Noah .
```

هذا العرض مملوك حاليًا لشركة ألعاب الورق اليابانية بروشيرود، التي دخلت إلى عالم المصارعة في لعبة بطاقات الاوراق الأكثر مبيعًا التي سميت بكينج اوف برو ريسلنغ كارد جيم والتي تظهر نجوم NJPW في مختلف الطاقات والمهارات مثل لعبة يوغي الشهيرة.
كما أن للاتحاد لها هيئتها الإدارية الخاصة بها، ولديها بطولات تسمي بالبطولة الدولية 9 الكبري للمصارعة بالإنجليزية International Wrestling Grand Prix التي تم اختصارها باسم IWGP. ولدى NJPW حالياً ثمانية ألقاب: وهي IWGP العالم للوزن الثقيل، IWGP القارات، IWGP أمريكا، IWGP جونيور، IWGP للفرق، IWGP الجونيور للفرق، NEVER للوزن المفتوح و NEVER للفرق السداسية. كما تقام العديد من البطولات كل عام بنمط الدوري، بما في ذلك G1 Climax و World Tag League و New Japan Cup و Best of the Super Juniors .
تم الترويج لأول مرة لسلسلة جديدة من العروض تسمي NEVER في أغسطس 2010، وقد تم تصميمها لتكون سلسلة من الأحداث تسلط الضوء على مواهب اليابان الجديدة الصاعدة والرائدة وتتميز بمزيد من المشاركة من خارج اتحاد NJPW تم اقامت حدث الأخير من عروض NEVER في نوفمبر 2012 .
في 4 يناير، 2011، أعلنت شركة NJPW رسميا عن جولة تسمي NJPW: الهجوم الغزاي على الساحل الشرقي، وهي الجولة الأولى للاتحاد في الولايات المتحدة التي عقدت في مايو 2011. وظهرت الجولة في عروض في راهواي، نيو جيرسي في 13 مايو، نيو نيويورك سيتي في 14 مايو وفيلادلفيا، بنسلفانيا في 15 مايو، فضلا عن الترويج المتبادل مع اتحاد الأمريكي مستقلة جيرسي برو ريسلنج. كجزء من الجولة، أنشئ اتحاد NJPW لقب جديد، بطولة IWGP القارات. في 31 يناير 2012
أعلنت شركة يوكيز أنها باعت جميع أسهم New Japan Pro-Wrestling إلى شركة ألعاب الورق بورشيرود مقابل 500 مليون ين ياباني تقريباً (6.5 مليون دولار).
عرضت شركة NJPW أول عرض مدفوع على شبكة الإنترنت، في اليوم الرابع من بطولة 2012 G1 Climax ،
```
في 5 أغسطس 2012.
```

في 8 أكتوبر 2012 احتفلت الشركة بان عرض كينج اوف برو ريسلنغ لأول مرة. تمكنوا من بثه خارج اليابان تمكنوا من خلال خدمة Ustream للبث مقابل الدفع.
في 5 أكتوبر 2012، أعلنت NJPW عن إنشاء بطولة NEVER للوزن المفتوح، والتي سيتم التنافس عليها في سلسلة عروض NEVER. وعقدت دورة لمدة يومين لتحديد بطل الافتتاحي بين 15 و 19 نوفمبر 2012.
في فبراير 2014، أعلنت NJPW عن شراكة مع ROH ، والتي شهدت عودت الاتحاد إلى أمريكا الشمالية في مايو التالي لتقديم عرضين جديدين. الحروب العالمية في تورونتو وحرب العوالم في مدينة نيويورك. وخلال الجولة، شارك مصارعو اليابان الجدد أيضًا في حدث أقامه المصارعة الكندية «بوردر سيتي ريسلنغ» (BCW). بعد مرور عام، أعلن كل من NJPW و ROH جولة أخرى معًا لإنتاج أربعة عروض أخرى تحت اسم حرب العوالم 2015 في مدن مختلفة في أمريكا وكندا
في يونيو 2014، أعلنت NJPW عن شراكة مع منظمة جلوبال فورس ريسلنغ (GFW) الأمريكية الجديدة التي يديرها جيف جاريت. في نوفمبر 2014، أعلن GFW أنه سيذيع NJPW ريسيل كينجدوم 9 في قبة طوكيو كعرض مدفوع في الولايات المتحدة كحدث مدته أربع ساعات.
```
أيضا في نوفمبر 2014، أعلنت شبكة AXS التلفزيونية الأمريكية أنها حصلت على حقوق لإعادة بث سلسلة من ثلاثة عشر حلقة من مباريات NJPW من تلفزيون اساهي. تم عرض المباريات لأول مرة في 16 يناير 2015، والذي يتم بثه أسبوعيًا في أيام الجمعة. يبلغ عدد المشاهدين 20000 تقريباً لكل حلقة، وقد تم اعتبار العرض نجاحًا، مما أدى إلى قيام AXS TV و TV Asahi بالتوقيع على اتفاقية متعددة السنوات لمواصلة بث العروض.
```

```
في يونيو 2016، استحوذت شبكة فايت نتورك الكندية أيضًا حقوق بث العروض في كندا.
```

```
في 1 ديسمبر 2014، أعلنت NJPW و TV Asahi عن موقع بث عالمي جديد لأحداث الاتحاد عرف باسم
```

NJPW World وأصبح متوفراً علي كل المنصات.
في 18 يوليو 2015، أعلنت NJPW عن "New IWGP Conception"، وهي إستراتيجية توسع عالمية تتمحور حول شراكاتها الدولية مع CMLL و GFW و ROH و RPW و wXw و NWA بالإضافة إلى عقد المزيد من العروض في تايلاند وسنغافورة وتايوان. كما تم الإعلان عن مشروع يسمي «بوابة الأسد»، الذي سيضم مصارعي NJPW الجدد بالإضافة إلى أشخاص خارجيين صاعدين يعملون في مباريات تجريبية في محاولة لكسب مكان في الاتحاد. وأخيرًا، تم الإعلان عن وجود خطط لإخراج الشركة العامة من خلال إدراج أسهمها في البورصة العالمية خلال ثلاث إلى خمس سنوات.
في 21 ديسمبر، 2015، أعلنت NJPW عن إنشاء لقبها السابع وأول بطولة للفرق المكونة من ستة أفراد في تاريخ الاتحاد وهي، بطولة NEVER للفرق السداسية
```
في 5 يناير 2016، أعلنت NJPW عن شراكة مع وكالة المواهب اميوز بهدف جعل المصارعين الاتحاد نجوم معترف بهم دوليا في امثال النجم العالمي دوين «الصخرة» جونسون.
```

في مارس 2017، تعاونت NJPW مع مؤسسة فاليه دوجو، التي مقرها نيوزيلندا، وهي عبارة عن منشأة تدريب على المصارعين والذي يدير هذا الدوجو هو النجم التونجي باد لاك فاليه حيث سيستخدم NJPW الشراكة كفرصة لاستكشاف المواهب في قارة أوقيانوسيا.
```
في الشهر التالي في 24 أبريل 2017، أُعلن أن NJPW سيشارك في تقديم التصفيات اليابانية لبطولة كأس العالم للمصارعة التي استضافها اتحاد دبليو سي بي دبليو الإنجليزي (WCPW).
```

في 12 مايو 2017، أعلنت NJPW عن إنشاء لقب جديد: وهو بطولة IWGP الولايات المتحدة، مع تتويج البطل الافتتاحي خلال عروض G1 Special الخاصة بالاتحاد في لونغ بيتش، كاليفورنيا في 1 و 2 يوليو. بعد أربعة أيام، عقدت NJPW مؤتمرا صحفيا للإعلان عن خطط لإنشاء شركة تابعة، بما في ذلك NJPW دوجو في الولايات المتحدة.
```
كان من المقرر افتتاح مكتب في لوس أنجلوس قبل نهاية عام 2017، حيث كان من المقرر افتتاح الدوجو في بداية عام 2018. وتم اقامت الحدث الأمريكي الثاني في NJPW سترة نغ ستايل ايفولفيد في 25 مارس 2018، أيضا في لونغ بيتش.
```

```
في نوفمبر 2017 وقعت NJPW صفقة تلفزيونية مع شبكة ديسكفري كوميونيكيشنز، والتي من شأنها أن تصل إلى 70 مليون منزل هندي من خلال بث العروض علي قناة ديسبورت.
```

```
في عام 2017، بدئت تنتج NJPW أفضل المباريات لهذا العام.
```

```
في يناير عام 2018، أعلنت NJPW عن جولة تسمي فول داون اندر مكونة من اربع عروض، الجولة الافتتاحية للاتحاد في أستراليا امتدت من 16 حتي 19 فبراير.
```

```
في مارس 2018، افتتحت NJPW الدوجو في أمريكا أصبح كاتسويوري شيباتا مدرب رئيسي ومصارع ROH سكوربيون سكاي عمل كمدرب مساعد.
```

```
في 13 مايو 2018، استعانت شركة NJPW بأول رئيس أجنبي لها، وهو رجل الأعمال الهولندي هارولد ميج.
```